# Amietia johnstoni
Amietia johnstoni е вид жаба от семейство Pyxicephalidae. Видът е застрашен от изчезване.

## Разпространение
Разпространен е в Малави.

## Описание
Популацията на вида е намаляваща.